# 大迫幸一
大迫 幸一（おおさこ こういち、1953年7月19日 - ）は、アスレティックトレーナー、プロ野球コーチ。埼玉県出身。プロ野球選手経験はない。

## 来歴・人物
国士舘大学時代はサッカー部に所属。
大学卒業後は体育教師を目指していたが、後輩の紹介でスポーツジムに就職。警視庁近代五種水泳臨時コーチ、高校サッカーの指導者などを経て、1989年に女子プロゴルファーの日蔭温子のリハビリトレーナーとなり、復帰戦となった同年の日本女子オープンでキャディーを務めた。
1980年、37歳の時にアメリカンフットボールのXリーグの選手として入団。
1994年にスポーツ施設の管理、運営、指導などを行う「（株）クラフトワーク」を設立。西武ライオンズ所属選手のパーソナルトレーナーの道を歩んだ。
2002年、48歳の時に当時一軍総合コーチ兼捕手だった伊東勤から「若い選手の身体の基礎をトレーニングしてもらえないか」という相談を受けた。大迫自身も何度も「トレーナーをやりたい」と強く希望していたこともあり、念願のトレーニングコーチの夢が実現、以降10年間に渡って、西武ライオンズのトレーニングコーチを務めた。
2010年までは一軍、2011年は二軍のトレーニングコーチを務め、2011年オフに辞任した。
2012年からは千葉ロッテマリーンズのフィジカルコーチを務め、2015年オフに退団した。14年間に渡るプロ野球のトレーニングコーチの仕事から離れた。
2017年に千葉県館山市に「館山フィットネスセンター　ゴルフ＆ベースボールアカデミー」を開業した。
2025年3月にイースタン・リーグ参加球団のオイシックス新潟アルビレックス・ベースボール・クラブのトレーニングアドバイザーに就任。

## 詳細情報

### 背番号
- 98 （2002年 - 2011年）
- 88 （2012年 - 2015年）